# جيمس لوري دونالدسون
جيمس لوري دونالدسون (بالإنجليزية: James Lowry Donaldson)‏ هو ضابط أمريكي، ولد في 17 مارس 1814 في بالتيمور في الولايات المتحدة، وتوفي بنفس المكان في 4 نوفمبر 1885.